# Astragalus bisulcatus
Espèce
Classification APG III (2009)
Astragalus bisulcatus est une espèce de plantes à fleurs de la famille des Fabaceae. Elle est originaire d'Amérique du Nord.

## Description
Cette astragale est une plante herbacée pérenne.

## Répartition et habitat
Cette astragale pousse en Amérique du Nord, au Canada et aux États-Unis.

## Nomenclature et systématique
Cette espèce a reçu d'autres appellations, synonymes mais non valides :
- Astragalus diholcos Tiderstr.
- Astragalus haydenianus Brandegee var. major M.E.Jones
- Astragalus haydenioides Porter
- Astragalus scobinatulus E. Sheld.
- Diholcos bisulcatus (Hook.) Rydb.
- Diholcos micranthus Rydb.
- Phaca bisulcata Hook.
- Tragacantha bisulcata (Hook.) Kuntze